# Маркіян (Білозор)
Маркія́н Білозо́р (в миру́ Миха́йло Білозо́р гербу Венява, пол. Marcjan (Michał) Białłozor herbu Wieniawa; 1629 — 18 червня 1707) — релігійний діяч, василіянин, єпископ Руської унійної церкви; єпископ Пінський і Турівський (1665-1697), з 1697 року — архієпископ Полоцький.

## Життєпис
Походив з заможного шляхетського роду Білозорів гербу Венява (пол. Białłozor herbu Wieniawa), був племінником (по матері) київського унійного митрополита Гавриїла Коленди. Син мстиславського каштеляна Станіслава Владислава Мон(т)вида Білозора та Анни Коленди (Колендянки) гербу Болти. 
У 1649 році розпочав навчання у Браунсберзькій єзуїтській колегії. 1653 року продовжив освіту у Римі в Грецькій колегії св. Атанасія.
В 1662 році йменований єпископом-коад'ютором Пінсько-Турівським, в 1664 році призначений архимандритом монастиря ЧСВВ Святих Мучеників князів Бориса і Гліба в Гродно, з 1665 року став повноправним єпископом Пінським і Турівським, а в 1697 року — архієпископом Полоцьким. 1 жовтня 1697 року подав скаргу до Конгрегації поширення віри, що митрополит Лев Слюбич-Заленський продовжує адмініструвати престол Полоцька. Боровся з впливом православних у Білорусі, активно протестував проти видання привілею на православну катедру Могилівську, Мстиславську і Оршанську Серапіонові Полховському.